# Opel Monza
El Opel Monza es un modelo de automóvil cupé que fabricó la compañía alemana Opel entre 1978 y 1986. Era la versión de dos puertas del Opel Senator, con el cual tenía muchos elementos comunes. Se presentó en 1977 en el Salón del Automóvil de Fráncfort. Tenía varias versiones y motorizaciones, que partían desde la más pequeña la 2.2 pasando por la 2.5 y 2.8 y 3.0 de 156cv y el 3.0 de 180cv, las versiones de acabado eran la E, la S y la I y el GSE.
El GSE, que incorporaban un motor de 12 válvulas y una potencia 2.969 cm³ que ofrecía 180 CV. El nombre hace referencia a la ciudad italiana de Monza.
Con el motor de 3.0 litros, el Monza fue el automóvil más veloz construido por Opel hasta ese momento, siendo capaz de alcanzar 215 km/h (133mph), y acelerar de 0 a 100 km/h (0-62 mph) en 8,5 segundos.

## Monza A1 (1978-1982)

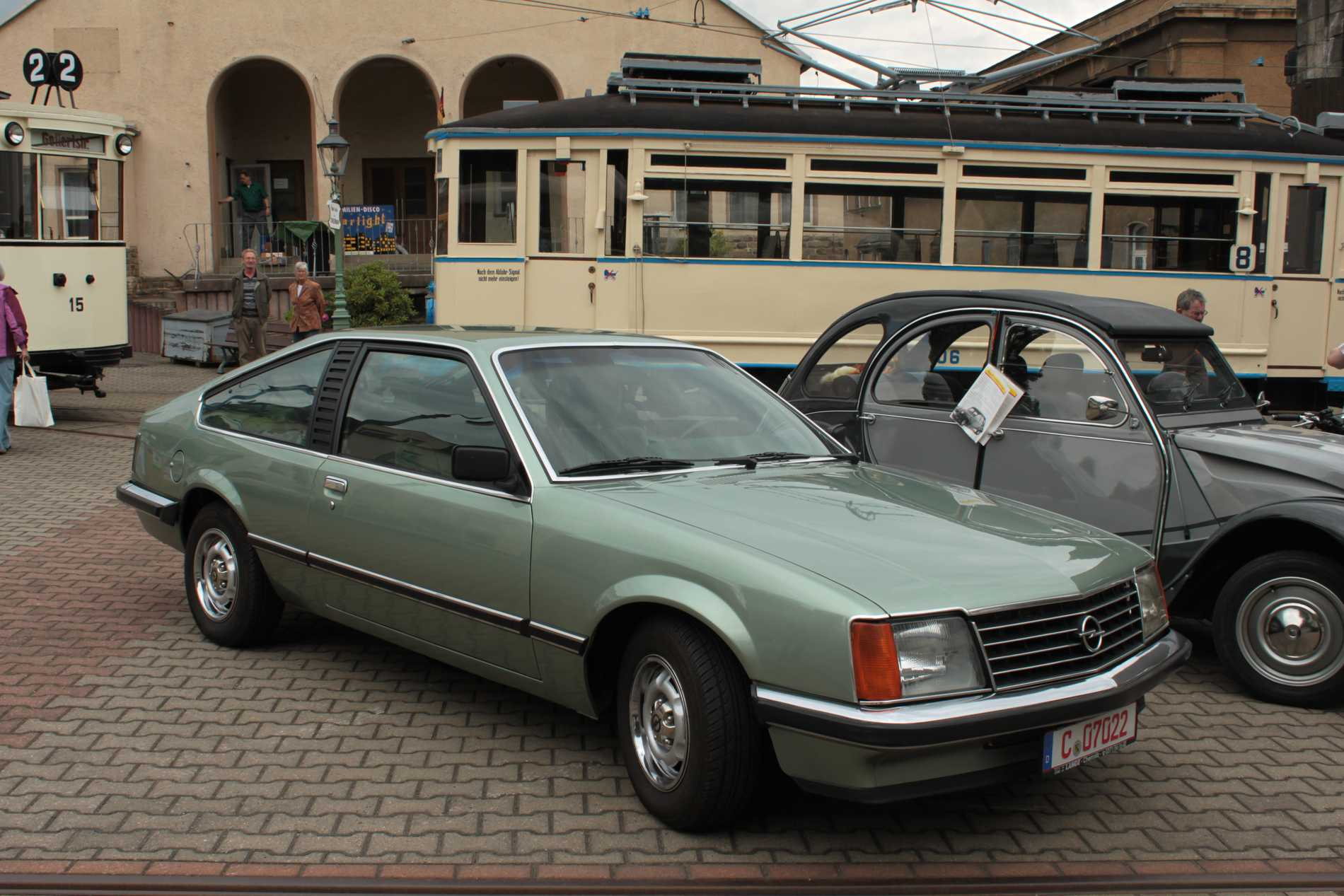
Opel Monza A (primera serie)

## Monza A2 (1982-1986)

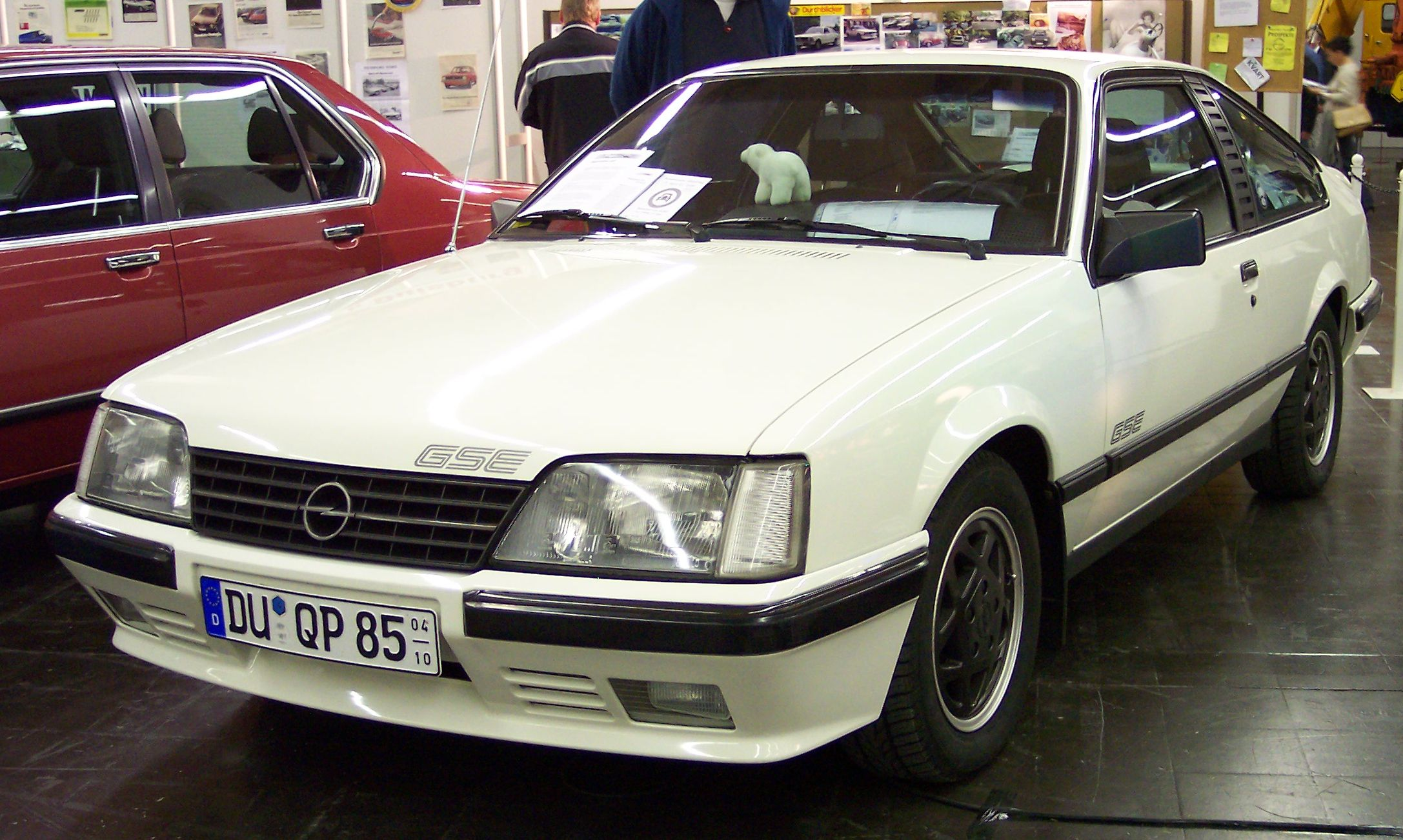
Opel Monza GSE
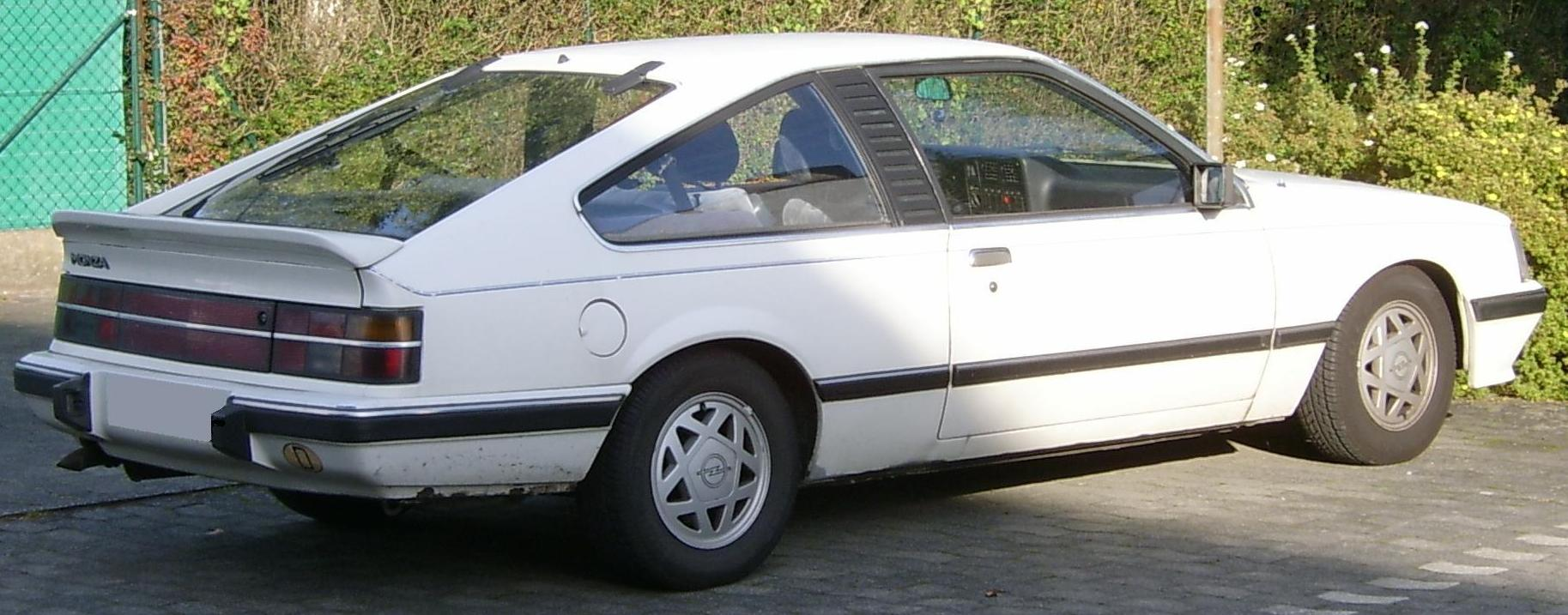
Opel Monza vista posterior
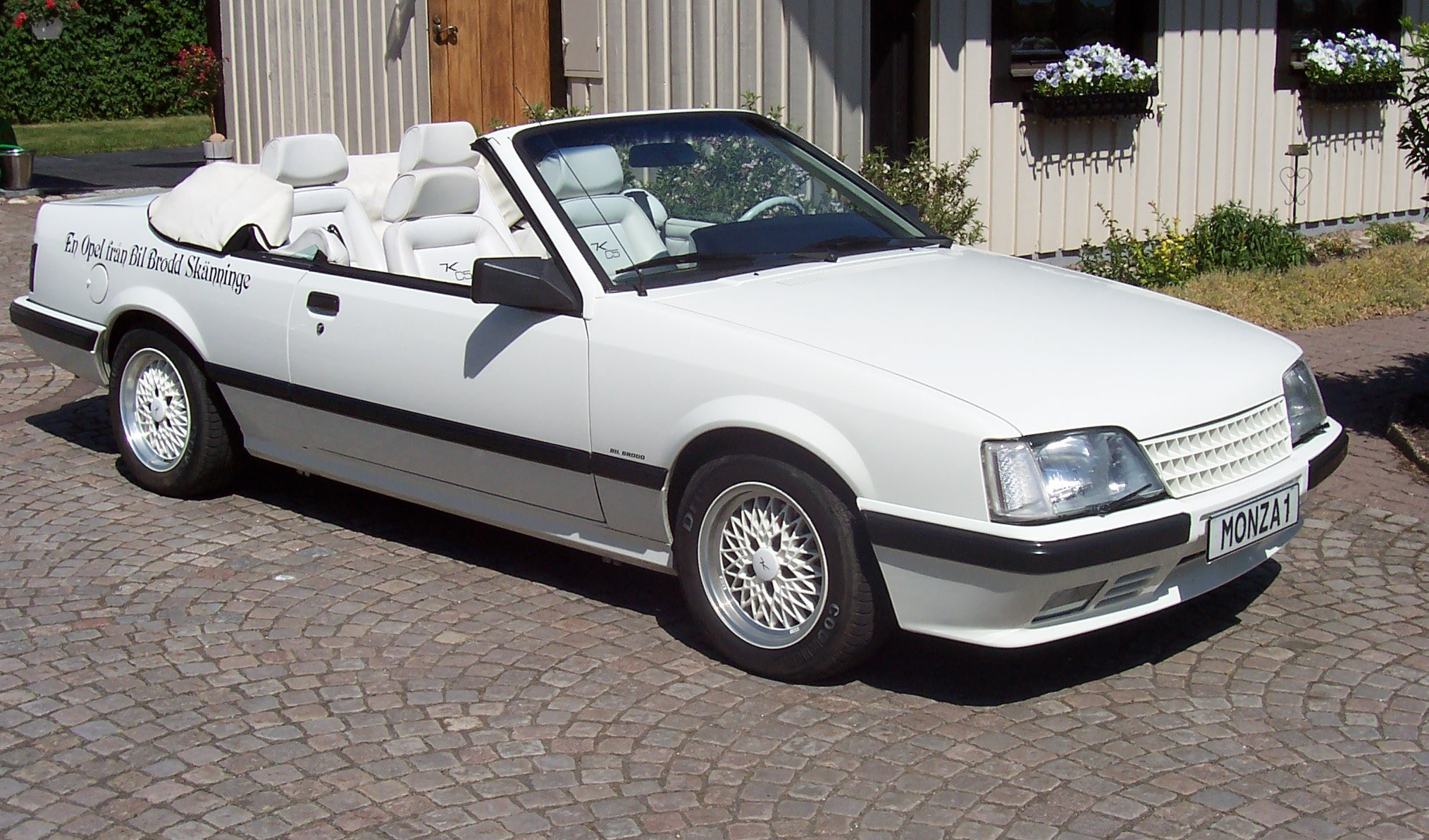
Opel Monza K C5

## Prototipos
En 2013 se presentó el Opel Monza concept con intención de volver a comercializar el modelo en un futuro. 

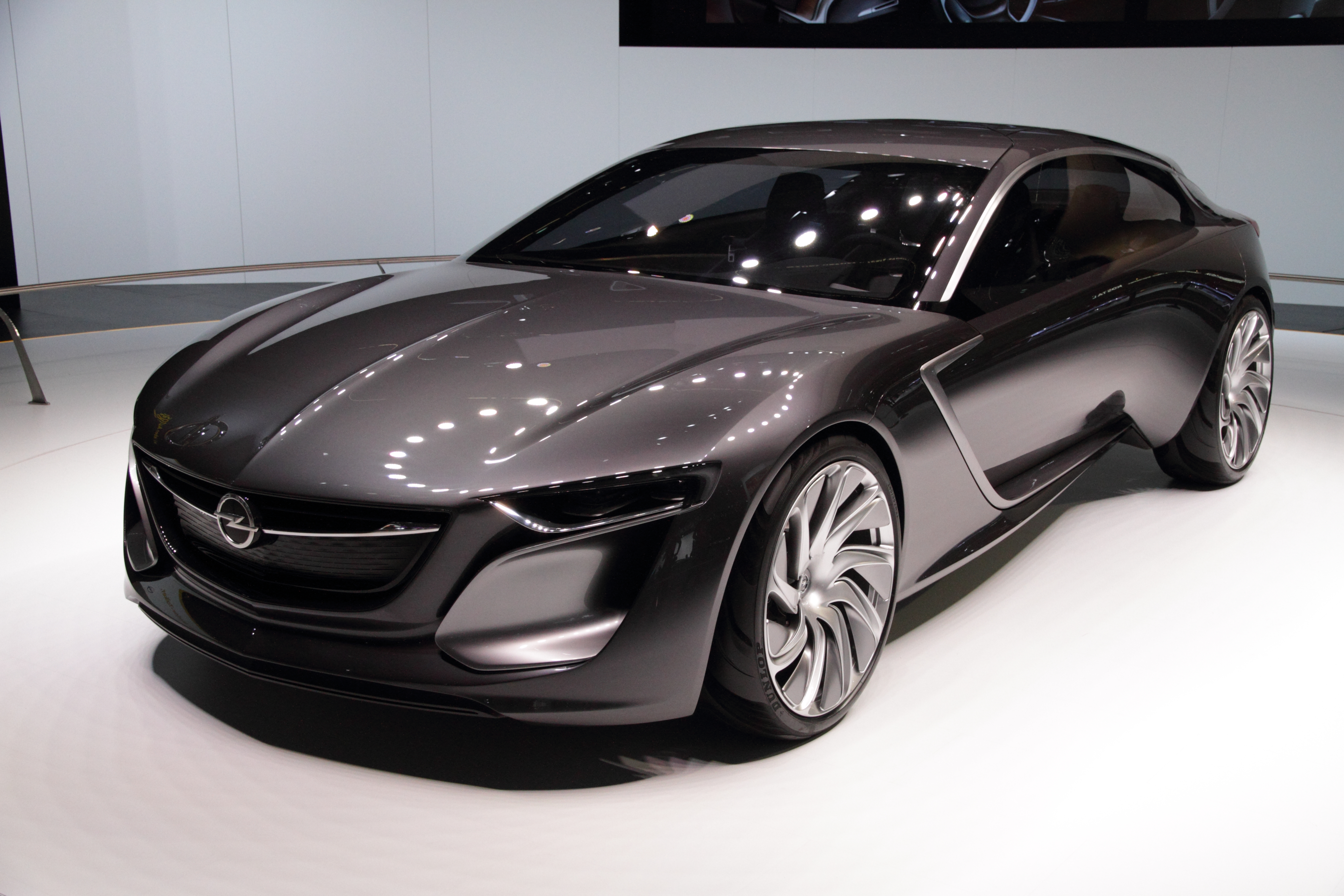
Opel Monza Concept 2013
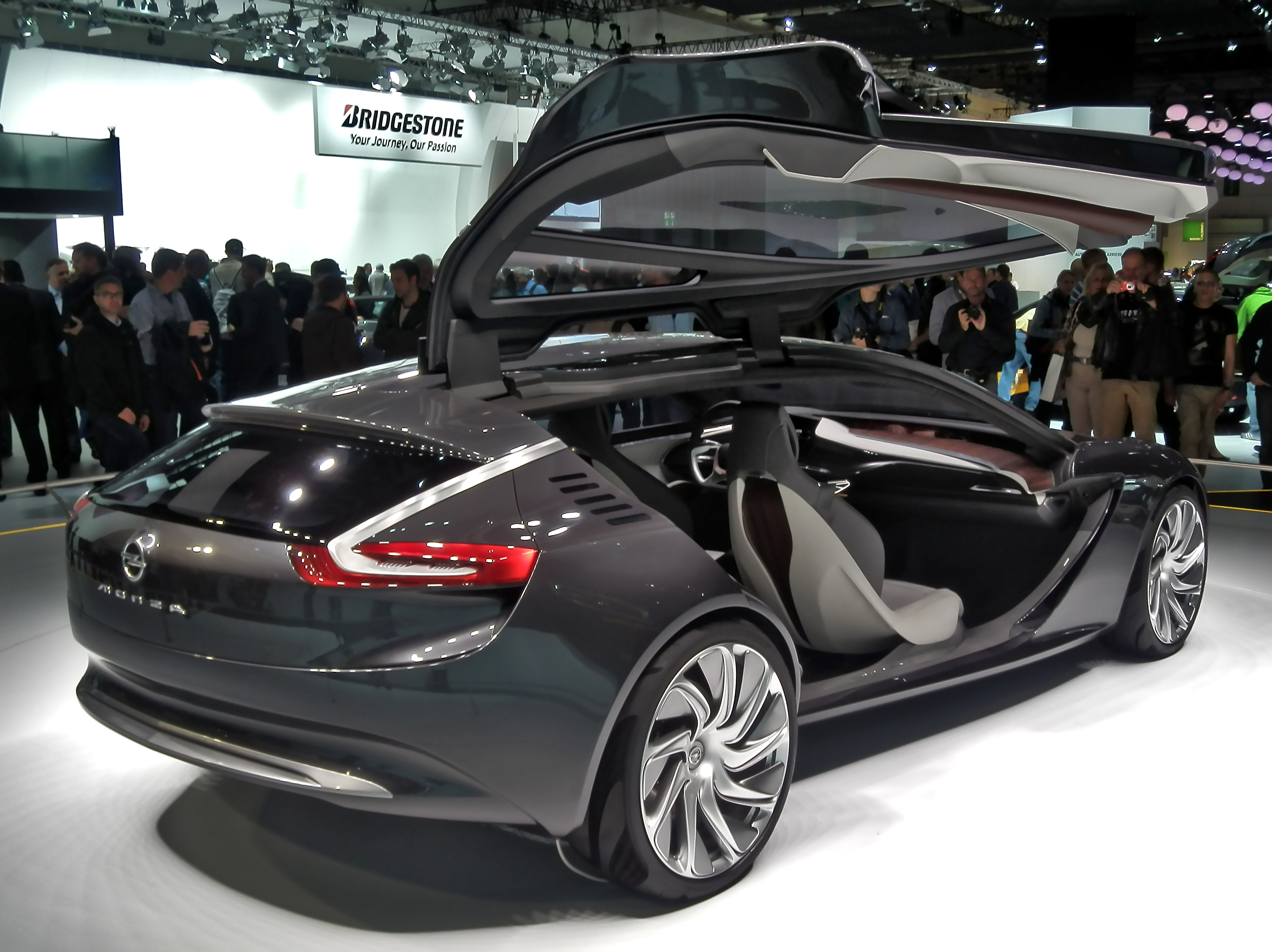
Opel Monza Concept vista posterior